# Field of Fire
Field of Fire è un videogioco di strategia a turni pubblicato nel 1984 per Atari 8-bit, Commodore 64 e Apple II da Strategic Simulations. Consiste nel controllo della compagnia Easy Company, facente parte della prima divisione di fanteria statunitense, in scenari storici europei e africani della Seconda guerra mondiale.

## Modalità di gioco
Si tratta di un wargame a scala tattica per giocatore singolo. Si possono giocare, come campagna o in qualsiasi ordine, otto scenari, dalla campagna di Tunisia del 1942 all'attraversamento del Roer nel 1945. Ciascuna battaglia avviene su un'area vista dall'alto, suddivisa in caselle quadrate, con scorrimento multidirezionale.
Si controllano unità corrispondenti a gruppi di sei uomini, armate con fucili, mitragliatrici, lanciarazzi o mortai. Le capacità delle unità dipendono, oltre che ovviamente dall'armamento, da specifiche caratteristiche dei relativi capisquadra. In alcuni scenari si dispone anche di unità di osservatori, in grado di dirigere l'artiglieria, genieri, carri armati e cannoni anticarro.
Ogni turno di gioco è suddiviso in più fasi consecutive: osservazione, fuoco, movimento, operazioni e assalto. L'osservazione è un semplice controllo della situazione senza limiti di tempo; fuoco e movimento sono fasi di assegnazione ordini, ma l'esecuzione di entrambi i tipi di ordini avviene nella fase delle operazioni; l'assalto è l'esecuzione di ordini di invasione di caselle nemiche adiacenti, con l'uso di granate e corpo a corpo.
Le missioni sono perlopiù di attacco. È fondamentale far avanzare con cautela le unità, cercando il riparo di edifici, boschi e altri ostacoli, mentre altre unità fanno fuoco di copertura contro le posizioni nemiche, siano esse note o solo sospettate. Le forze nemiche sono generalmente invisibili finché non rivelano la propria presenza in qualche modo.
Nel caso si scelga di giocare la campagna completa, c'è la possibilità di personalizzare le proprie unità, che vengono salvate su disco e portate avanti da uno scenario all'altro, migliorando le proprie capacità.